# Superfície de revolució

Superfície de revolució.

Una  superfície de revolució  és la que es genera mitjançant la rotació d'una corba plana, o generatriu, al voltant d'una recta directriu, anomenada eix de rotació, la qual es troba en el mateix pla que la corba. Exemples comuns d'una superfície de revolució són:
- Una  superfície de revolució cilíndrica  és generada per la rotació d'una línia recta, paral·lela a l'eix de rotació, al voltant d'aquest; aquesta superfície determina un volum anomenat cilindre, que s'anomena sòlid de revolució, la distància entre l'eix i la recta s'anomena ràdio.

- Una  superfície de revolució cònica  és generada per la rotació d'una recta al voltant d'un eix al qual interseca en un punt, anomenat vèrtex o àpex, de manera que l'angle sota el qual la generatriu talla l'eix és constant, la superfície cònica delimita al volum denominat con.

- Una  superfície de revolució esfèrica  està generada per la rotació d'un semicercle al voltant del seu diàmetre; aquesta tanca al sòlid de revolució anomenat esfera.

- Una  superfície de revolució toroïdal  està generada per la rotació d'una circumferència al voltant d'un eix que no la interseca en cap punt, aquesta superfície es denomina toro.

## Aplicacions
La utilització de superfícies de revolució és essencial en diversos camps de la física i l'enginyeria, així com en el disseny, quan es dibuixen objectes digitalment, les seves superfícies poden ser calculades d'aquesta manera sense necessitat de mesurar la longitud o el radi de l'objecte.
La terrisseria, i el tornejat industrial, modelen i modelen volums amb variades superfícies de revolució de gran utilitat i ús quotidià.

## Àrea d'una superfície de revolució
Si la corba està definida per les funcions {\displaystyle x(t)} i {\displaystyle y(t)}, pertanyent {\displaystyle t} a un interval {\displaystyle [a,b]} i sent l'eix de revolució l'eix coordenat {\displaystyle y}, l'àrea {\displaystyle A} estarà donada, doncs, per la integral
{\displaystyle A=2\pi \int _{a}^{b}x(t)\ {\sqrt {\left({dx \over dt}\right)^{2}+\left({dy \over dt}\right)^{2}}}\,dt}
sent {\displaystyle x(t)} sempre positiva. Aquesta equació és equivalent al Teorema del centroide de Pappus. Així mateix, la quantitat
{\displaystyle \left({dx \over dt}\right)^{2}+\left({dy \over dt}\right)^{2}}
es deriva del teorema de Pitàgores i representa un segment diferencial de l'arc de la corba, com en l'equació de la longitud d'arc. La quantitat {\displaystyle 2\pi x(t)} és el camí descrit pel centroide d'aquest segment girant al voltant de l'eix de revolució.
Si la corba està definida per la funció {\displaystyle y=f(x)}, la integral es transforma en
{\displaystyle A=2\pi \int _{a}^{b}y{\sqrt {1+\left({\frac {dy}{dx}}\right)^{2}}}\,dx}
per a una corba que gira al voltant de l'eix de les abscisses, i
{\displaystyle A=2\pi \int _{a}^{b}x{\sqrt {1+\left({\frac {dx}{dy}}\right)^{2}}}\,dy}
per a una corba que gira al voltant de l'eix de les ordenades.
Com a exemple, l'esfera, amb un radi unitari, està generada per la corba {\displaystyle x(t)=sin(t)} i {\displaystyle y(t)=cos(t)} quan {\displaystyle t} pren valors en l'interval {\displaystyle [0,\pi ]}. La seva àrea, per tant, serà
{\displaystyle A=2\pi \int _{0}^{\pi }\sin(t){\sqrt {\left(\cos(t)\right)^{2}+\left(\sin(t)\right)^{2}}}\,dt=2\pi \int _{0}^{\pi }\sin(t)\,dt=4\pi }.

## Geometria diferencial de superfícies de revolució
Una superfície de revolució pot ser parametritzada mitjançant una coordenada al llarg de la seva generatriu  o  i una coordenada angular  v  de tal manera que: 

{\displaystyle \mathbf {r} (u,v)=(\rho (u)\cos v,\rho (u)\sin v,h(u))} par {\displaystyle v\in [0,2\pi )} 

Les corbes amb  o  = constant, són cercles anomenats paral·lels, mentre que les línies amb  v  = constant, anomenats meridiàs són línies geodèsicas de longitud i curvatura mínimes. A més els coeficients de la primera forma fondamental o tensor mètric d'una superfície resulten ser: 

{\displaystyle I_{kl}(u,v)={\begin{pmatrix}E(u,v)&F(u,v)\\F(u,v)&G(u,v)\end{pmatrix}}={\begin{pmatrix}\rho (u)^{2}(u)+h(u)^{2}(u)&0\\0&\rho ^{2}(u)\end{pmatrix}}}

Pel que la mètrica és diagonal. Quant a la segona forma fondamental relacionada amb la curvatura de la superfície també pren una forma particularment simple: 

{\displaystyle II_{kl}(u,v)={\begin{pmatrix}L(u,v)&M(u,v)\\M(u,v)&N(u,v)\end{pmatrix}}={\begin{pmatrix}{\frac {\rho _{u}h_{uu}-\rho _{uu}h_{u}}{\sqrt {E}}}&0\\0&{\frac {\rho h_{u}}{\sqrt {E}}}\end{pmatrix}}}